# Kostas Fortounis
Konstantinos „Kostas” Fortounis (în greacă Κωνσταντίνος "Κώστας" Φορτούνης, pronunțat [konsta(n)ˈdinos ˈkostas forˈtunis]; (n. 16 octombrie 1992) este un fotbalist grec, care joacă pe post de mijlocaș la Al-Khaleej FC⁠(d) în Liga Profesionistă din Arabia Saudită. Pe plan internațional, are prezențe la națională pentru Grecia, Grecia U19⁠(d), Grecia U21⁠(d), Grecia U17⁠(d) și Grecia U21⁠(d). S-a născut în Trikala, Tesalia, dar a crescut în orașul din apropierea acestei localități, Kalabaka.

## Cariera pe echipe

### Trikala
După ce a părăsit echipa de tineret a lui Olympiacos în 2008, Fortounis s-a mutat la Trikala pentru a juca pentru AO Trikala. După forma bună arătată la naționala sub 21 de ani, pentru care a marcat patru goluri în 14 meciuri, și-a început cariera la această echipă din divizia a patra, pentru care a jucat între anii 2008 și 2010 30 de meciuri și a marcat 26 de goluri.

### Asteras Tripolis
Din cauza meciurilor bune făcute la echipa națională a Greciei sub 17 ani, Vangelis Vlachos, managerul lui Asteras Tripolis l-a convins să se alăture echipei peloponeze. El a debutat într-o remiză cu PAOK de la Tripolis. Introdus pe teren din postura de rezervă, adolescentul a înregistrat 24 de apariții în ligă, marcând primul gol în Superligă pe 19 septembrie 2010, într-un meci încheiat la egalitate, scor 2-2 cu AEK Atena, dar nu a reușit să-și salveze echipa de la retrogradare. Datorită meciurilor bune făcute la Asteras, Juventus a făcut o ofertă în fereastra de transfer de iarnă pentru un împrumut până în vară, cu opțiunea de a-l cumpăra. Asteras a refuzat în cele din urmă oferta lui Juventus.

### 1. FC Kaiserslautern
În fereastra de transfer de vară din 2011, Fortounis s-a transferat la Kaiserslautern cu care a semnat un contract până în iunie 2015, după ce a fost transferat pentru o sumă de transfer nedivulgată. În primul său sezon cu clubul, mijlocașul a făcut 28 de apariții în ligă  dar a suferit o a doua retrogradare succesivă. El a atras interesul campioanei Olandei Ajax și al campionei Italiei Juventus la jumătatea sezonului.
În sezonul 2012-2013 a marcat de două ori în 24 de meciuri, ajutând-o pe Kaiserslautern să ajungă pe locul trei în al doilea eșalon german, pierzând promovarea în urma meciului cu Hoffenheim. La 16 aprilie 2014, a ratat prima sa finală din cariera sa, după ce echipa sa a fost învinsă în semifinala Cupei Germaniei cu 5-1 de către campioana Germaniei, Bayern München.

### Olympiacos
La 22 iulie 2014, Fortounis a semnat un contract de patru ani cu Olympiacos, revenind la club după șase ani. El a terminat primul său sezon la Olympiacos cu 10 goluri și 5 pase de gol în 36 de meciuri în campionat și în Europa League. În finala Cupei Greciei a marcat al treilea gol în minutul 80, când Olympiacos a câștigat cea de-a 27-a cupă din istoria ei, învingând-o pe Skoda Xanthi cu 3-1. Între timp, Fortounis a sărbătorit prima sa dublă din cariera sa. A terminat sezonul 2014-15 având 36 de meciuri (10 goluri, 5 pase decisive) în toate competițiile.
Fortounis a deschis sezonul 2015-2016 al Superligii Greciei pentru Olympiacos, marcând într-o victorie cu 3-0 asupra lui Panionios, fiind primul gol al sezonului pentru club. În cel de-al doilea meci al sezonului împotriva lui Levadiakos, echipa sa a obținut victoria după ce el a înscris cel de-al doilea gol în prelungiri, meci în urma căruia a fost numit „Omul meciului”. La 22 septembrie 2015, a marcat de două ori în înfrângerea lui Skoda Xanthi cu 3-1 în fața lui Olympiacos, dându-i o pasă de gol coechipierului său Jimmy Durmaz care a marcat primul gol al partidei. El a fost din nou numit „Omul meciului”. La 26 septembrie 2015, a marcat a doua oară în campionat împotriva lui PAS Giannina într-o victorie acasă scor 5-1. La 29 septembrie 2015, a marcat al doilea gol într-un meci din deplasare jucat în grupele UEFA Champions League împotriva lui Arsenal, clubul său preluând conducerea partidei cu acest gol, cu mingea trimisă de el din corner fiind bâlbâită de David Ospina până a ajuns în propria-i poartă. Fortounis a dat dovadă de că este și un bun executant de faze fixe, când l-a găsit cu o centrare pe Felipe Pardo la marginea careului marcând primul gol. Performanțele sale i-au câștigat un loc în „echipa săptămânii” a Ligii Campionilor UEFA. În octombrie, s-a anunțat că scouterii lui Tottenham Hotspur îl urmăreau după meciul de la Londra împotriva lui Arsenal și au întrebat-o pe Olympiacos cât ar costa transferul său, aceștia răspunzând 15 milioane de euro. Pe 17 octombrie 2015, în a șaptea etapă a Super Ligii Greciei, a marcat două goluri într-o victorie acasă cu 4-0 împotriva rivalilor de la AEK Atena, după ce a fost introdus pe teren în a doua repriză.
La 4 noiembrie 2015, într-o victorie cu 2-1 în fața lui Dinamo Zagreb care rămăsese în zece jucători într-un meci din Liga Campionilor, Fortounis a ratat un penalty și a dat o pasă de gol în minutul 90. La 29 noiembrie 2015, Fortounis a marcat de două ori (o dată din penalty), ajutându-și clubul să câștige cu scorul de 3-1 împotriva fostului său club Asteras Tripoli. A fost cea de-a 11-a victorie consecutivă pentru club care a egalat recordul din sezonul 1966-1967. A fost declarat „Omul meciului”, iar contribuția sa la acest record a venit împreună cu primul loc în clasamentul golgheterilor din acel sezon. La 5 decembrie 2015, a marcat dintr-o lovitură de pedeapsă într-o victorie de 4-3 împotriva lui Panthrakikos. La data de 19 decembrie 2015, Fortounis a transformat două penaltiuri, ajutând-o pe Olympiacos să obțină o victorie cu 2-0 împotriva lui Kalloni, a 15-a victorie din prima jumătate a sezonului în care au rămas neînvinși. La 31 ianuarie 2016, a marcat o dublă și a dat o pasă de gol în victoria cu 3-0 a clubului său cu PAS Giannina de pe stadionul Zosimades. A fost numit încă o dată „Omul meciului”. La 11 februarie 2016 și în ciuda zvonurilor conform cărora ar fi dorit de Bayer 04 Leverkusen, Fortounis și-a dorit să-și reînnoiască contractul cu Olympiacos. Clubul de Bundesliga era foarte interesat de Fortounis, după ce îl urmărise pentru mai multă vreme, însă jucătorulnu își dorea transferul. La 21 februarie 2016, într-o victorie de 4-0 cu Atromitos, a marcat ultimul gol după ce a fost introdus pe teren în finalul partidei. Conform presei grecești, Tottenham a continuat să-l urmărească pe mijlocașul lui Olympiacos. Un scouter de la Tottenham l-a urmărit pe Fortounis în acțiune în victoria cu 4-0 cu Atromitos și în meciul cu RSC Anderlecht din UEFA Europa League. La 25 februarie 2016, a marcat primul său gol în competițiile europene, dintr-un penalty într-un meci pierdut acasă cu RSC Anderlecht contând pentru returul șaisprezecimilor UEFA Europa League. La 20 martie 2016, Fortounis a devenit doar al treilea jucător din istoria Olympiacosului care a marcat mai mult de zece goluri și a dat mai mult de zece pase decisive, reușind această performanță în urma meciului de campionat cu Asteras Tripolis. Ceilalți doi jucători care au reușit această performanță au fost mijlocașul argentinian Chori Dominguez  (15 goluri, 11 pase), în timp ce fostul căpitan al echipei Predrag Đorđević a făcut-o timp de trei ani consecutivi, între 2001-2002 și 2003-2004. La 10 aprilie 2016, el a înscris un gol și a oferit o pasă de gol într-o victorie de 5-2 împotriva lui Panetolikos, ajutându-și clubul să obțină cea de-a 27-a victorie în 29 de meciuri. Fortounis a marcat cu capul al 18-lea gol în ultima etapă de campionat și a fost golgheterul campionatului în sezonul 2015-2016 ajutându-și echipa să câștige campionatul pentru a șasea oară la rând, stabilind o serie de recorduri. A terminat sezonul 2015-2016 jucând 39 de meciuri (21 de goluri, 19 pase decisive) în toate competițiile.
La 3 iunie 2016, Olympiacos a anunțat oficial extinderea contractului cu mijlocașul grec internațional cu clubul până în vara anului 2020, acordându-i un salariu anual de 1 milion de euro. La 2 octombrie 2016, Fortounis a marcat primul său gol în sezonul 2016-2017 în victoria scor 3-0 împotriva celor de la AEK Atena. La 24 noiembrie 2016, într-un meci din  grupele UEFA Europa League, a marcat dintr-o lovitură liberă pentru a deschide scorul într-o remiză scor 1-1 cu BSC Young Boys și a fost ales omul meciului. La 28 februarie 2017, el și-a ajutat clubul din postura de rezervă să obțină o victorie vitală, scor 2-1 în sferturile de finală ale Cupei Greciei, împotriva lui Atromitos, meci în care a marcat golul egalizator și a pasat decisiv la golul victoriei. La 5 aprilie 2017, a deschis scorul într-o victorie crucială scor 2-0 împotriva lui  Kerkyra, ajutându-și clubul să câștige al șaptelea campion consecutiv. A terminat sezonul 2016-2017 jucând 40 de meciuri (8 goluri, 8 pase decisive) în toate competițiile.
La începutul sezonului 2017-2018 a înscris o dublă în victoria scor de 4-1 împotriva lui AEL. La 26 august 2017, mulțumită penaltiului transformat de el, Olympiacos a câștigat cu 1-0 cu Lamia. La 14 octombrie 2017, a fost omul meciului în victoria scor 4-3 victorie împotriva lui Panionios, marcând golul câștigător dintr-un penalty și dându-i o pasă de gol lui Pape Abou Cissé în prima repriză. La data de 9 decembrie 2017, a marcat o dublă, într-o victorie cu 4-1 din Superligă împotriva lui Panetolikos. La 21 ianuarie 2018, a marcat după ce fundașul lui Xanthi, Dimitrios Meliopoulos a pierdut o minge în fața lui Fortounis, care a înscris în poarta lui Zivko Živković golul care avea să aducă a noua victorie consecutivă, scor 3-0, în fața lui Xanthi, într-un meci jucat pe stadionul Georgios Karaiskakis. La 4 martie 2018, într-un meci jucat fără spectatori de Olympiacos, Fortounis a deschis scorul dintr-un penalty într-un derby scor 1-1 acasă împotriva rivalei Panathinaikos. La 16 aprilie 2018, în cea de-a 100-a apariție în tricoul lui Olympiacos, Fortounis a marcat un gol de generic la șase minute după pauză, golul de 3-1, după un schimb de pase între Kevin Mirallas și Karim Ansarifard într-un meci câștigat acasă cu scorul de 5-1 împotriva Kerkyrei. La 29 aprilie, el a marcat al 10-lea său gol în sezonul 2017-2018 și al 50-lea în toate competițiile pentru Olympiacos, într-o victorie scor 4-0 acasă împotriva lui Panetolikos. A terminat 2017-2018 sezon având 37 de apariții (11 goluri, 14 pase devisive) în toate competițiile.
La 22 august 2018, după ce a avut întreaga vară să-și cunoască îndeaproape jucătorii, antrenorul echipei Olympiacos Pedro Martins a decis căpitanul echipei pentru sezonul 2018-2019, acordându-i mijlocașului ofensiv responsabilitatea de a purta banderola. La 23 august 2018, un meci bun făcut de noul căpitan a ajutat-o pe Olympiacos să o învingă pe Burnley 3-1 în prima manșă a playoff-ului Europa League care s-a jucat pe stadionul Georgios Karaiskakis din Atena, fiind cu un picior în faza grupelor. În vârstă de 25 de ani, mijlocașul grec a dus-o pe Olympiacos în avantaj cu o lovitură liberă bine executată în minutul 19, apoi i-a dat o pasă de gol lui Andreas Bouchalakis care a marcat cu capul în poarta lui Burnley apărată de Tom Heaton după trei minute scurse din a doua repriză, marcând al treilea gol din penalty. La 7 octombrie 2018 Fortounis nu a fost bine marcat de mijlocașul echipei AEK, André Simões, și a marcat cu un șut de la distanță care la învins pe Vasilis Barkas într-un derby scor 1-1 împotriva rivalilor de la AEK Atena.
Pe 25 octombrie 2018, pasa lui Daniel Podence l-a găsit liber pe Fortounis, pasa primului ajungând la Edward Jordanov, care i-a respins-o jucătorului elen care a marcat și a obținut victoria lui Olympiacos scor 2-0 împotriva lui F91 Dudelange pentru faza grupelor UEFA Europa League. La 8 noiembrie 2018, Fortounis a contribuit cu două goluri excelente și o pasă de gol inteligentă dată de Lazaros Christodoulopoulos, care a fost inclus pe bună dreptate în echipa săptămânii în Europa League. Internaționalul de 26 de ani a fost pe teren pentru 57 de minute și a fost vedeta meciului într-o victorie cu 5-1 cu F91 Dudelange în faza grupelor UEFA. Pe 13 decembrie 2018, a transformat un penalti obținut de Vasilis Torosidis, cu un șut în colțul din dreapta al portarului, obținând o victorie importantă acasă cu  -1 în grupele UEFA Europa League împotriva lui AC Milan, trimițând-o pe Olympiakos în șaisprezecimi. La 13 ianuarie 2019, a marcat după o pasă primită de la Miguel Angel Guerrero, deschizând scorul într-o victorie cu 2-0 împotriva lui Levadiakos. La 30 ianuarie 2019, Fortounis a marcat un hat-trick într-un meci câștigat cu 4-0 împotriva lui Larissa la stadionul Georgios Karaiskakis. La 17 februarie 2019, a marcat o dublă în meciul câștigat cu 4-1 împotriva campioanei AEK Atena. Pe 25 februarie 2019, Fortounis a marcat dintr-o centrare trimisă de Daniel Podence, din dreapta, pe care Fortounis a fructificat-o marcând în poarta goala, ducând meciul cu OFI Creta la scorul de 3-0 până la pauză și 5-1 la final. Pe 14 aprilie 2019, Fortounis a marcat după ce a primit o pasă din partea lui Guilherme, într-o victorie scor 4-0 împotriva echipei Xanthi FC. Pe 21 aprilie 2019, Fortounis a marcat într-o victorie cu 3-1, în fața lui Lamia, dar a pierdut în fața lui PAOK în cursa pentru titlu, după ce clubul din Salonic a câștigat meciul cu Levadiakos FC, devenind campioni după 34 de ani. A terminat sezonul 2018-2019, având 43 de apariții (17 goluri, 16 pase decisive) în toate competițiile.

## Cariera internațională
El a reprezentat Grecia la U-21, U-19 și U-17.
Debutul lui Fortounis la naționala Greciei a venit împotriva Belgiei în februarie 2012, după ce o suspendare obținută la naționala U-21 i-a permis selecționerului Fernando Santos să-l convoace pe talentatul jucător al lui Kaiserslautern la naționala mare. Arătând destulă maturitate în meciul cu belgienii, Fortounis a fost de asemenea testat împotriva Sloveniei și Armeniei în ultimele două meciuri ale Greciei înainte de UEFA Euro 2012. Meciurile bune făcute pe flancul stâng în meciurile Greciei i-au permis lui Fortounis să formeze o legătură puternică cu Giorgos Karagounis și José Holebas în partea stângă; formând astfel un trio bun, îmbunătățind în același timp atacul și jocul de tranziție al Greciei. În cele din urmă a fost inclus în lotul Greciei pentru Euro 2012.
Fortounis nu a făcut parte din echipa națională a Greciei pentru Campionatul Mondial din 2014 din Brazilia. În cele din urmă transferul său la Olympiacos a fost benefic pentru cariera sa. A început să joace din nou pentru echipa națională, fiind un jucător cheie pentru echipă. La 29 martie 2016, în minutul 19 el a marcat din penalty nimerind colțul din dreapta jos al portarului și 12 minute mai târziu, a dat un gol în colțul din stânga jos, într-un meci amical pierdut cu 2-3 împotriva Islandei. La 8 octombrie 2016, după un meci bun făcut împotriva Ciprului, care s-a încheiat cu o victorie de 2-0, mijlocașul ofensiv s-a accidentat și a ratat meciul împotriva Estoniei de pe 10 octombrie.

## Stil de joc
Abilitatea lui Fortounis de a combina bine cu colegii săi pe flanc este coroborată cu capacitatea sa de a trage adversarii după el și de a crea astfel faze de gol. Viteza lui Fortounis la și fără minge îl face să fie un jucător eficient, deoarece el crează în permanență faze de atac. Este capabil să se demarce prin fler și trucuri. El se descrie ca un jucător care poate găsi lacune în apărarea opoziției, dar nu este strălucit la dribling sau în situațiile unu la unu.

## Statistici privind cariera

### Club
Începând cu 21 aprilie 2019 
| Club                 | Sezon         | Campionat        | Campionat | Campionat | Cupă         | Cupă         | Cupa Ligii    | Cupa Ligii    | Continental | Continental | Total   | Total  |
| Club                 | Sezon         | Divizie          | Meciuri   | Goluri    | Meciuri      | Goluri       | Meciuri       | Goluri        | Meciuri     | Goluri      | Meciuri | Goluri |
| Grecia               | Grecia        | Grecia           | Campionat | Campionat | Cupa Greciei | Cupa Greciei | League Cup    | League Cup    | Europa      | Europa      | Total   | Total  |
| -------------------- | ------------- | ---------------- | --------- | --------- | ------------ | ------------ | ------------- | ------------- | ----------- | ----------- | ------- | ------ |
| Trikala              | 2008–2009     | Delta Ethniki    | —         | —         | —            | —            | —             | —             | —           | —           | —       | —      |
| Trikala              | 2009–2010     | Delta Ethniki    | 13        | 0         | —            | —            | —             | —             | —           | —           | 13      | 0      |
| Asteras Tripolis     | 2010–2011     | Superliga Greacă | 24        | 1         | 2            | 0            | —             | —             | —           | —           | 26      | 1      |
| Germania             | Germania      | Germania         | Campionat | Campionat | DFB-Pokal    | DFB-Pokal    | DFB Ligapokal | DFB Ligapokal | Europa      | Europa      | Total   | Total  |
| 1. FC Kaiserslautern | 2011–2012     | Bundesliga       | 28        | 0         | 2            | 0            | —             | —             | —           | —           | 30      | 0      |
| 1. FC Kaiserslautern | 2012–2013     | 2. Bundesliga    | 24        | 2         | 2            | 1            | —             | —             | —           | —           | 26      | 3      |
| 1. FC Kaiserslautern | 2013–2014     | 2. Bundesliga    | 18        | 0         | 3            | 0            | —             | —             | —           | —           | 21      | 0      |
| 1. FC Kaiserslautern | Total         | Total            | 70        | 2         | 7            | 1            | 0             | 0             | 0           | 0           | 77      | 3      |
| Greece               | Greece        | Greece           | Campionat | Campionat | Cupa Greciei | Cupa Greciei | Cupa Ligii    | Cupa Ligii    | Europa      | Europa      | Total   | Total  |
| Olympiacos           | 2014–2015     | Superligă        | 25        | 7         | 10           | 3            | —             | —             | 2           | 0           | 37      | 10     |
| Olympiacos           | 2015–2016     | Superligă        | 27        | 18        | 4            | 2            | —             | —             | 8           | 1           | 39      | 21     |
| Olympiacos           | 2016–2017     | Superligă        | 25        | 6         | 4            | 1            | —             | —             | 11          | 1           | 40      | 8      |
| Olympiacos           | 2017–2018     | Superligă        | 25        | 10        | 3            | 0            | —             | —             | 9           | 1           | 37      | 11     |
| Olympiacos           | 2018–2019     | Superligă        | 28        | 12        | 3            | 0            | —             | —             | 12          | 5           | 43      | 17     |
| Olympiacos           | Total         | Total            | 130       | 53        | 24           | 6            | 0             | 0             | 42          | 8           | 196     | 67     |
| Total carieră        | Total carieră | Total carieră    | 237       | 57        | 33           | 7            | 0             | 0             | 42          | 8           | 312     | 71     |

### Goluri la națională
| #  | Data              | Stadion                                            | Adversar              | Scor | Rezultat | Competiție                                       | Ref    |
| -- | ----------------- | -------------------------------------------------- | --------------------- | ---- | -------- | ------------------------------------------------ | ------ |
| 1. | 29 martie 2016    | Stadionul Karaiskakis, Pireaus, Grecia             | Islanda               | 1 -0 | 2-3      | Amical                                           | [ 70 ] |
| 2. | 29 martie 2016    | Stadionul Karaiskakis, Pireaus, Grecia             | Islanda               | 2 -0 | 2-3      | Amical                                           | [ 70 ] |
| 3. | 6 septembrie 2016 | Estádio Algarve, Faro / Loulé, Portugalia          | Gibraltar             | 3 -1 | 4-1      | Calificările la Campionatul Mondială a FIFA 2018 | [ 71 ] |
| 4. | 8 septembrie 2018 | Stadionul A. Le Coq, Tallinn, Estonia              | Estonia               | 1 -0 | 1-0      | Liga Națiunilor UEFA 2018-2019 Grupa C           |        |
| 5. | 23 martie 2019    | Rheinpark Stadion, Vaduz, Liechtenstein            | Liechtenstein         | 1 -0 | 2-0      | Calificările pentru UEFA Euro 2020               |        |
| 6. | 26 martie 2019    | Stadionul Bilino Polje, Zenica, Bosnia-Herțegovina | Bosnia și Herțegovina | 1 -2 | 2-2      | Calificările pentru UEFA Euro 2020               | [ 72 ] |

## Titluri

### Club
Olympiacos
- Superliga Greciei (3): 2014-2015, 2015-2016, 2016-2017
- Cupa Greciei (1): 2014-2015
- Cupei Greciei finalist: 2015-2016

### Individual
- Golgheterul Superligii Greciei: 2015-2016
- Cel mai bun pasator al Superligii GrecieiSuperligii Greciei: 2015-2016, 2017-2018 (la egalitate cu 3 alți jucători)
- Fotbalistul anului în Superliga Greciei: 2015-2016